# Jiří Karas (politik)
Jiří Karas (* 30. července 1942 Brno) je český politik, právník a diplomat, člen KDU-ČSL. Jako poslanec se zabýval především tématem restitucí, kulturou a problematikou rozkrádaného majetku po bývalé Komunistické straně Československa a Socialistickém svazu mládeže, ale mediálně známý se stal především svým odmítavým postojem k interrupcím a registrovanému partnerství.

## Životopis
Vystudoval Provozně ekonomickou fakultu Vysoké školy zemědělské, studium dokončil v roce 1968. V roce 1990 pak dokončil studium na Právnické fakultě Univerzity Karlovy.
Členem Československé strany lidové se stal v roce 1968, nyní je členem nástupnické strany KDU-ČSL. Po sametové revoluci se v rámci procesu kooptací do ČNR stal poslancem České národní rady za ČSL. Po vzniku samostatné České republiky v lednu 1993 byla ČNR transformována na Poslaneckou sněmovnu Parlamentu ČR. Mandát v ní obhájil ve volbách v roce 1996, volbách v roce 1998 a volbách v roce 2002.
V září 1990 kandidoval na předsedu Československé strany lidové. Předsedou strany se ale stal Josef Lux. V roce 2006 opětovně kandidoval na předsedu KDU-ČSL, ale obdržel pouhých 11 hlasů ze 330 možných.
V roce 2006 se stal vládním radou na ministerstvu zahraničí, v roce 2007 konzulem v Bělorusku, kde do roku 2012 řídil české velvyslanectví jakožto velvyslanec.
1. května 2012 veřejně potvrdil, že hodlá kandidovat na prezidenta v přímé volbě v roce 2013 a zahájil sběr podpisů. KDU-ČSL jeho kandidaturu nepodpořila.

## Kniha
- Krásný život pod psa – v knize rozhovorů Jana Schwarze vypráví o svém nejednoduchém životě v mládí (rodiče byli komunistickou mocí perzekvováni), vysvětluje své konzervativní postoje a vyjadřuje se k aktuálním otázkám českého politického, společenského a náboženského života. Vydalo brněnské nakladatelství Sypták v roce 2005.